# Der Bulle von Tölz: Sport ist Mord
Sport ist Mord ist ein deutscher Fernsehfilm von Werner Masten aus dem Jahr 2004 nach einem Drehbuch von Franz Xaver Sengmüller. Es ist die 47. Folge der Krimiserie Der Bulle von Tölz mit Ottfried Fischer als Hauptdarsteller in der Rolle des Hauptkommissars Benno Berghammer. Die Erstausstrahlung erfolgte am 11. Februar 2004 auf Sat.1.

## Handlung
Resi Berghammer fährt mit dem Fanclub der Tölzer Bobpilotin Evelyn Bergham, den der Busunternehmer Clemens Kirchhofer gegründet hat, nach Berchtesgaden zur Damenweltmeisterschaft. Ihr Sohn Benno verschweigt ihr, dass er ebenfalls nach Berchtesgaden fährt, um mit seinem ehemaligen Lehrmeister, Hauptkommissar Rudolf Schenkmeier, dem Leiter der dortigen Polizeiinspektion, dessen bevorstehende Pensionierung zu feiern.
Beim Abschlusstraining wird auf den Bob von Evelyn Bergham ein Sabotageakt verübt, den die WM-Favoritin und ihre Bremserin nur mit viel Glück unverletzt überstehen. Um keine negativen Schlagzeilen zu provozieren und die Investitionsbereitschaft des Bauunternehmers Anton Rambold und des Staatssekretärs Berthold von Gluck nicht zu gefährden, stellt der Bobverband den Zwischenfall als technischen Defekt hin.
Nachdem Benno Berghammer und Rudolf Schenkmeier ausgiebig dem Alkoholgenuss gefrönt haben, empfiehlt Benno seinem Kollegen, mit einem Taxi nach Hause zu fahren, und zieht sich in sein Hotel zurück.
Am nächsten Morgen findet die Physiotherapeutin Dr. Zwingmann bei ihrem obligatorischen Waldlauf Evelyn Bergham erwürgt auf. Mehrere Knochenbrüche deuten darauf hin, dass das Opfer überfahren wurde. Hauptkommissarin Barbara Götze von der Kriminalpolizei Traunstein ist für den Fall zuständig. Polizeichef Rudolf Schenkmeier, der schon seit 20 Jahren darauf wartet, bei der Aufklärung eines Mordfalles mitwirken zu dürfen, bittet Benno Berghammer um Mithilfe.
Auf den Videoaufzeichnungen des Trainings ist zu sehen, wie Robert Lortz, der Betreuer des Teams Deutschland II, einen Inbusschlüssel aus dem Bremssystem von Evelyn Berghams Bob entfernt und wegwirft. Als die Kommissare Lortz aufsuchen wollen, kommt gerade Frau Zwingmann aus seinem Haus. Der Karton, den sie bei sich hat, enthält Dopingmittel. Sie gibt zu, dass sie damit an das große Geld kommen wollte, doch den Mord bestreitet sie vehement. Auch Lortz streitet die Tat ab, räumt aber ein, er habe die Fahrerin des Teams Deutschland III dafür bezahlt, dass sie die Bremse von Evelyn Berghams Bob manipuliere, um der Favoritin einen Schrecken einzujagen.
Clemens Kirchhofer erzählt Resi Berghammer, er habe am frühen Morgen bei der Tankstelle seinen Bus gewaschen und dabei einen Jeep beobachtet, wie er in den Wald gefahren und kurz darauf zurückgekommen sei; das Kennzeichen wisse er allerdings nicht. Frau Berghammer verspricht ihm, ihren Sohn so bald wie möglich darüber zu informieren, doch lässt sie mehrere Möglichkeiten dazu verstreichen, weil sie entdeckt, wem das Fahrzeug gehört. Erst auf der Heimfahrt nach Bad Tölz rückt sie damit heraus und begründet ihr Zögern damit, dass sie es bisher nicht übers Herz gebracht habe, seinen Freund Schenkmeier hinzuhängen. Ihrer Meinung nach habe der alte Polizist die Sache selbst in die Hand genommen, um doch noch einen Mord bearbeiten zu können. Der Kommissar kehrt sofort um und stellt ihn zur Rede. Schenkmeier berichtet unter Tränen, er habe nur den Jeep abschließen und ein Taxi rufen wollen, doch da sei ihm so schwindelig geworden, dass er sich für einen Moment ins Fahrzeug setzen wollte. Dabei sei er eingeschlafen und erst in der Morgendämmerung wieder aufgewacht. Dann habe er eine leblose Person vor seinem Jeep liegen sehen und befürchtet, er habe sie im Suff überfahren. Erst beim Ausladen der Leiche seien ihm die Würgemale am Hals aufgefallen.
Als Rudolf Schenkmeier wenig später einfällt, dass Clemens Kirchhofer ihn von der Tankstelle aus gar nicht gesehen haben kann, weil er einen Schleichweg benutzt hat, wird Benno Berghammer klar, warum Kirchhofer seine Beobachtung der Polizei gegenüber verschwiegen hat. Zudem liegt die Vermutung nahe, dass er Schenkmeier auf dem Hotelparkplatz beim Abtransport der Leiche gesehen hat. Der Kommissar sucht seine Kollegin Götze auf, die damit beschäftigt ist, Beweise gegen ihren Hauptverdächtigen, den Bobbauer Markus Hirschbichler, zu sammeln. Ihrer Meinung nach hat er ein starkes Motiv, weil Evelyn Bergham seinen Ruhm durch ihren Wechsel zu einem anderen Hersteller zerstört hat. Berghammer kann sie dennoch von seinem Verdacht gegen Kirchhofer überzeugen. Die Kommissare finden ihn in Markus Hirschbichlers Werkstatt vor, wo er gerade dabei ist, den mit Äther betäubten Bobbauer an einem Strick um den Hals in die Höhe zu kurbeln. Nach Kommissarin Götzes Aufforderung lässt er ihn wieder herunter. Auf Hirschbichlers Computer steht ein Abschiedsbrief mit der Begründung, er wolle sich der Verhaftung entziehen. Clemens Kirchhofer sagt aus, er habe in einer Gaststätte erfahren, dass Hirschbichler verdächtigt werde. Als Motiv gibt er an, Evelyn Bergham habe ihn als Manager abgelehnt, obwohl er seit der ersten Stunde an ihr Potenzial geglaubt habe. Sie habe ihre Erfolge ohne ihn genießen wollen.

## Hintergrund
Die Dreharbeiten erfolgten in Bad Tölz, Berchtesgaden und Schönau am Königssee (Kunsteisbahn Königssee); als Schauplatz für die „Pension Resi“ diente das Hollerhaus Irschenhausen, für die Außenaufnahmen des Polizeireviers Berchtesgaden die Villa Bayer.